# Велика Барна
45°44′ пн. ш. 17°08′ сх. д. / 45.73° пн. ш. 17.13° сх. д.
Велика Барна (хорв. Velika Barna) — населений пункт у Хорватії, у Б'єловарсько-Білогорській жупанії у складі міста Грубишно-Полє.

## Населення
Населення за даними перепису 2011 року становило 335 осіб.
Динаміка чисельності населення поселення: